# Penicillaria (onderorde)
Penicillaria is een orde van neteldieren uit de klasse van de Anthozoa (bloemdieren).

## Familie
- Arachnactidae McMurrich, 1910